# Resolutie 151 Veiligheidsraad Verenigde Naties
Resolutie 151 van de Veiligheidsraad van de Verenigde Naties van 23 augustus 1960 was de vijfde van acht resoluties die op die dag werden aangenomen door de VN-Veiligheidsraad.

## Inhoud
De Veiligheidsraad had de aanvraag voor lidmaatschap van de Verenigde Naties van de Republiek Tsjaad bestudeerd, en beval de Algemene Vergadering aan om het VN-lidmaatschap te verlenen aan Tsjaad.

## Verwante resoluties
- Resolutie 149 Veiligheidsraad Verenigde Naties (Opper-Volta)
- Resolutie 150 Veiligheidsraad Verenigde Naties (Ivoorkust)
- Resolutie 152 Veiligheidsraad Verenigde Naties (Congo)
- Resolutie 153 Veiligheidsraad Verenigde Naties (Gabon)

Lijst ·  133 ·  134 ·  135 ·  136 ·  137 ·  138 ·  139 ·  140 ·  141 ·  142 ·  143 ·  144 ·  145 ·  146 ·  147 ·  148 ·  149 ·  150 ·  151 ·  152 ·  153 ·  154 ·  155 ·  156 ·  157 ·  158 ·  159 ·  160